# João de Castro
João de Castro, portugalski vitez, pomorski častnik in državnik, * 7. februar 1500, † 6. junij 1548.
1. ↑  https://ota.bodleian.ox.ac.uk/repository/xmlui/bitstream/handle/20.500.12024/A40439/A40439.html?sequence=5&isAllowed=y
2. ↑  data.bnf.fr: platforma za odprte podatke — 2011.
3. ↑  SNAC — 2010.